# Гора Альба
Alba Mons («Гора Альба», раніше відома як Alba Patera — термін, яким з певного часу прийнято позначати саму лише кальдеру на вершині вулкана) — це гігантський, низинний вулкан, розташований у північній частині вулканічного регіону Tharsis на планеті Марс. Це — найбільший за площею вулкан на Марсі, площа застиглих вулканічних потоків якого простягається щонайменше на 1350 км від вершини. Хоча площа вулкана близька до площі Сполучених Штатів, його висота сягає лише 6.8 км у найвищій точці. Це — всього-лиш третя частина висоти Olympus Mons — найвищого вулкана на планеті. Alba Mons має дуже пологі схили. Вздовж північного («найстрімкішого») схилу вулкана середнє значення нахилу становить 0,5°, що є в п'ять разів нижчим від кута нахилу боків трьох інших великих вулканів регіону Tharsis. У широкий профіль Alba Mons нагадує масштабний, однак заледве підвищений рубець на поверхні планети. Це — унікальне вулканічне утворення, яке не має собі рівних ані на Землі, ані деінде на Марсі.
На додачу до гігантських розмірів та низького рельєфу, Alba Mons має також деякі інші визначні риси. Центральна частина вулкана оточена неповним кільцем розломів (грабенів) та тріщин, що звуться Alba Fossae на західному фланзі вулкана, та Tantalus Fossae на його східному фланзі. Вулкан також має дуже довгі, добре збережені застиглі потоки лави, що формують променеподібний візерунок, який відходить від центрального регіону вулкана. Неймовірна довжина окремих потоків (>300 км) свідчить про те, що лава справді перебувала в рідкому стані (мала дуже низьку в'язкість), а також її було надзвичайно багато. Чимало потоків мають цілком виразні морфології, що складаються із довгих, звивистих кряжів із переривчастими центральними лавовими каналами. Низинні місцевості поміж цими кряжами (особливо вздовж північного боку вулкана) містять розгалужені візерунки неглибоких ярів та каналів (мережі долин), що утворилися, найімовірніше, під впливом водних потоків.
В області Alba Mons перебувають деякі з найстаріших, в багатьох місцях оголених, вулканічних відкладів у регіоні Tharsis. Геологічні дані цього регіону свідчать про те, що значна вулканічна активність тут завершилася набагато раніше, ніж в Olympus Mons та вулканах Tharsis Montes. Вулканічні відкладення у регіоні Alba Mons за віком варіюються від Гесперійського до раннього Амазонського геологічних періодів (їх вік становить від 3600 до 3200 мільйонів років, приблизно).

## Походження назви
Довгий час формальною назвою вулкана була назва Alba Patera. Patera (pl. paterae) — це латинське слово, що позначає неглибоку чашу або блюдце — фіалу. Цей термін раніше використовувався для позначення певних невірно ідентифікованих кратерів із неправильними краями, які згодом на знімках, виконаних космічними апаратами, виявилися або вулканічними, або такими, що мають неімпактне походження. У вересні 2007 року Міжнародний астрономічний союз (МАС) перейменував вулкан, присвоївши йому назву Alba Mons (Гора Альба), та закріпивши термін Alba Patera лише за двома центральними западинами вулкана (кальдерами). Тим не менш, у літературі, пов'язаній із планетологією, і дотепер досить часто вживається термін Alba Patera для позначення всього вулкана.

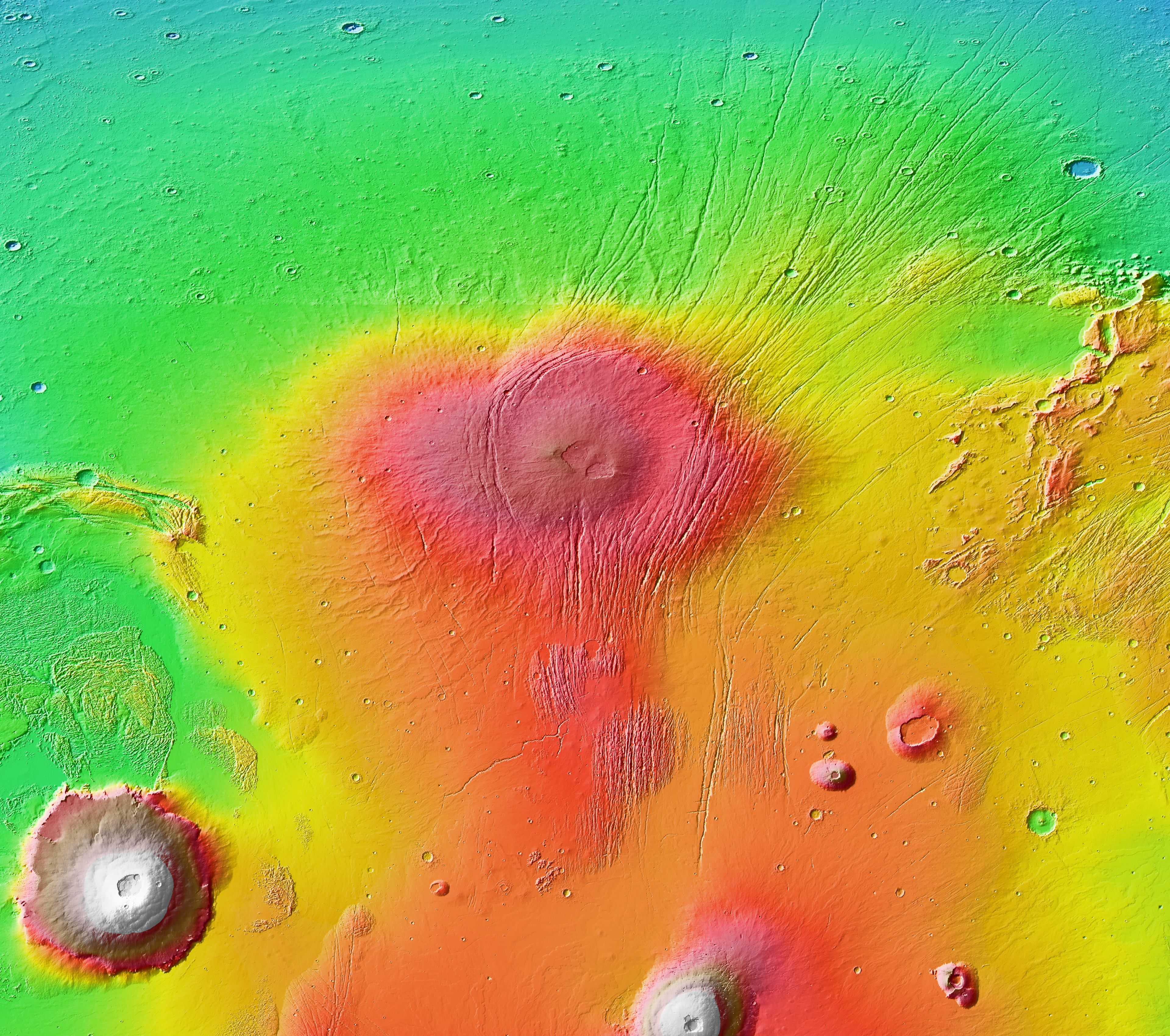
Топографічна мапа MOLA вулкана Alba Mons та навколишніх територій. Основна його частина тут зображена червоним та помаранчевим кольорами; навколишні схили показані помаранчевим, жовтим, а далі — зеленим. Рельєф є найстрімкішим з північного боку, оскільки вулкан височіє на межі дихотомії. Височинний рельєф, плавно з'єднаний з підніжжям вулкана з одного боку, простягається на південь, наче ручка від сковорідки.

Термін Alba походить від латинського слова, що означає білий колір, і в даному випадку він був обраний тому, що з земних телескопів над цим регіоном досить часто бачили скупчення хмар. Вулкан був відкритий 1972 року космічним апаратом Mariner 9, і на той час він був відомий як вулканічна деталь Alba або Arcadia Ring («Кільце Аркадії», від неповного кільця розломів навколо центральної частини вулкана). 1973 року МАС присвоїв вулкану назву Alba Patera. Якщо контекст зрозумілий, вулкан прийнято називати просто Alba (Альба, без приставки «Mons»).

## Розташування та розмір
Alba Mons розташований за координатами 40°28′ пн. ш. 250°24′ сх. д. / 40.47° пн. ш. 250.4° сх. д. у квадранглі Arcadia (MC-3). Значна частина західного флангу вулкана перебуває в суміжному квадранглі Diacria (MC-2). Лавові потоки, що відходять від цього вулкана, досягають навіть 61° пн. ш. у північному, та 26° пн. ш. у південному напрямку (північна частина квадрангла Tharsis). Якщо взяти зовнішні межі цих потоків за межу основи вулкана, Alba Mons матиме протяжність з півночі на південь приблизно 2000 км, та максимальну ширину 3000 км. Він займає площу, приблизно, 5.7 мільйона км2 та має об'єм, приблизно, 2.5 мльйона км3. Вулкан домінує над рельєфом північної частини опуклості Tharsis, і є настільки великим та геологічно виразним, що його самого по собі можна трактувати як цілу вулканічну провінцію.
Хоча максимальна висота Alba Mons сягає лише 6.8 км над марсіанським датумом, різниця висот між його вершиною та навколишнім рельєфом є значно вищою з північного боку вулкана (бл. 7.1 км) порівняно з південною його стороною (бл. 2.6 км). Причиною цієї асиметрії є те, що вулкан перебуває на межі дихотомії між густо всіяними кратерами піденними височинами та рівнішими північними низовинами. Рівнини, що відходять від підніжжя вулкана на півночі, опускаються у напрямку рівнини Vastitas Borealis, середня висота поверхні якої становить 4.5 км нижче датума (-4.5 км). Південна частина Alba Mons розташована на широкому топографічному кряжі, що перебуває на осі північ-південь, який відповідає рельєфному утворенню із розломів Нойського періоду — Ceraunius Fossae (див. зображення зліва).

## Фізично-географічний опис

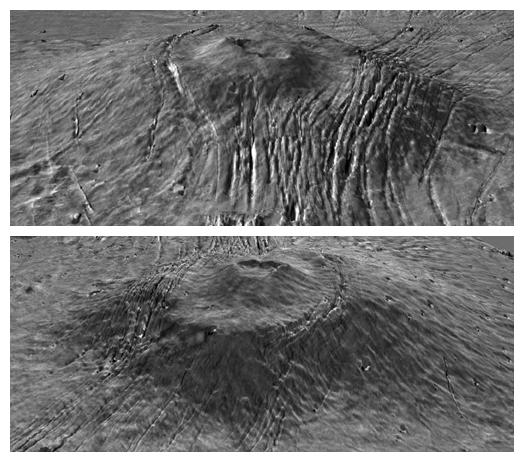
Дещо перебільшений на основі даних MOLA рельєф центральної частини Alba Mons та його купола на вершині, зображений з півдня (вгорі) та півночі (внизу). Вертикальне підсилення рельєфу дорівнює 10x.

Розмір та низький профіль вулкана Alba Mons робить його досить складним утворенням для візуального вивчення, оскільки його рельєф є непомітним на орбітальних фотознімках. Однак, в період між 1997 та 2001 роками орбітальний висотомір Mars Orbital Laser Altimeter (MOLA) — інструмент на борту космічного апарата Mars Global Surveyor — виконав понад 670 мільйонів точних вимірювань висоти по всій планеті. Використовуючи дані MOLA, вчені мають змогу вивчати найвитонченіші деталі форми та топографії вулкана, що були невидимі на знімках, виконаних попередніми космічними апаратами, такими як Viking.

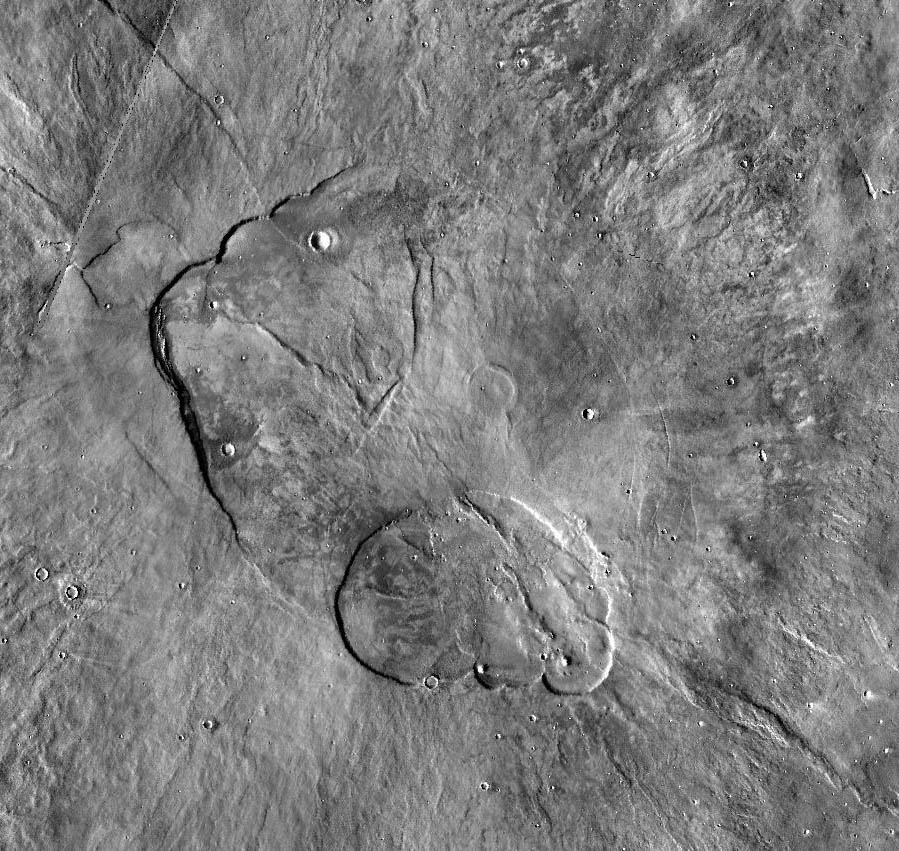
Центральний комплекс кальдер вулкана Alba Mons. Ці кальдери є досить неглибокими, якщо порівнювати з іншими кальдерами вулканів регіону Tharsis. Всередині більшої кальдери міститься невеликий щит, на якому розташована концентрична округла деталь (біля центру). Ширина зображення відповідає 200 км на поверхні (денна інфрачервона мозаїка).

Вулкан складається з двох, грубо кажучи, концентричних компонентів: 1) еліпсоподібне центральне тіло, приблизні розміри якого становлять 1500 км на 1000 км, оточене 2) гігантським, майже рівним шлейфом лавових потоків, що простягається ще на додаткові 1000 км назовні. Центральне тіло — це основна топографічна формація вулкана, зовнішня границя якої позначена виразним переломом висот на внутрішній межі шлейфу. На захід та схід від центрального підвищення простягаються дві широкі ділянки («плечі»), що мають форму віяла, і надають вулкану видовженого вигляду в напрямку схід-захід. Центральне підвищення має найстрімкіші схили, якщо порівнювати з рештою вулкана, але навіть тут кут нахилу сягає лише 1°. Гребінь та верхні ділянки схилів узвишшя посічені неповним кільцем грабенів, які є частиною системи розломів Alba та Tantalus Fossae. Всередині кільця грабенів розташоване інше, менше кільце із дуже низьких, а в деяких місцях — обернених схилів, що утворюють плато, на якому й перебуває центральний купол у 350 км вздовж, із комплексом кальдер на вершині. Отже, центральна опуклість Alba Mons нагадує частково запалий щитовий вулкан із меншим куполом на самій його вершині (зображений справа). Купол на вершині, якщо порівнювати з рештою вулкана, має виражене зміщення у східному напрямку.
Комплекс кальдер містить велику кальдеру розмірами 170 на 100 км, розташовану в центрі вулканічного купола на вершині, а також меншу кальдеру, що формою нагадує нирку (розмірами приблизно 65 на 100 км). Менша кальдера розташована у південній частині більшої. Обидві кальдери є порівняно неглибокими, їх максимальна глибина сягає лише 1.2 км.
Більша кальдера на західному краю обмежена стрімкою стіною у формі півкола, висотою у 500 м. Ця стіна зникає на північній та південній сторонах кальдери, де вона ховається під вулканічними потоками, що походять із молодшої, меншої кальдери. Менша кальдера з усіх боків виокремлена стрімкою стіною, висота якої варіюється в межах декількох сотень метрів. Стінки обидвох кальдер мають неправильну, фестончасту форму, що може свідчити про декілька епізодів обвалів та/або рухів мас. Два невеликі щити або куполи висотою у декілька сотень метрів, перебувають всередині та поряд із великою кальдерою. Щит, що перебуває всередині неї в довжину сягає 50 км. На його верхівці розміщена незвичайна концентрична округла деталь діаметром у 10 км (зображена зліва).
Кальдери утворюються шляхом колапсу, після якого наступає відтік магми та спустошення магматичної комори після виверження. Розміри кальдери дозволяють науковцям робити припущення про геометрію та глибину магматичної комори під вершиною вулкана. Незначна глибина кальдер вулкана Alba, якщо порівнювати з кальдерами на Olympus Mons та більшості інших вулканів регіону Tharsis, свідчить про те, що магматичний резервуар під Alba Mons був ширшим та мілкішим, аніж відповідні резервуари його сусідів.

## Характеристики поверхні

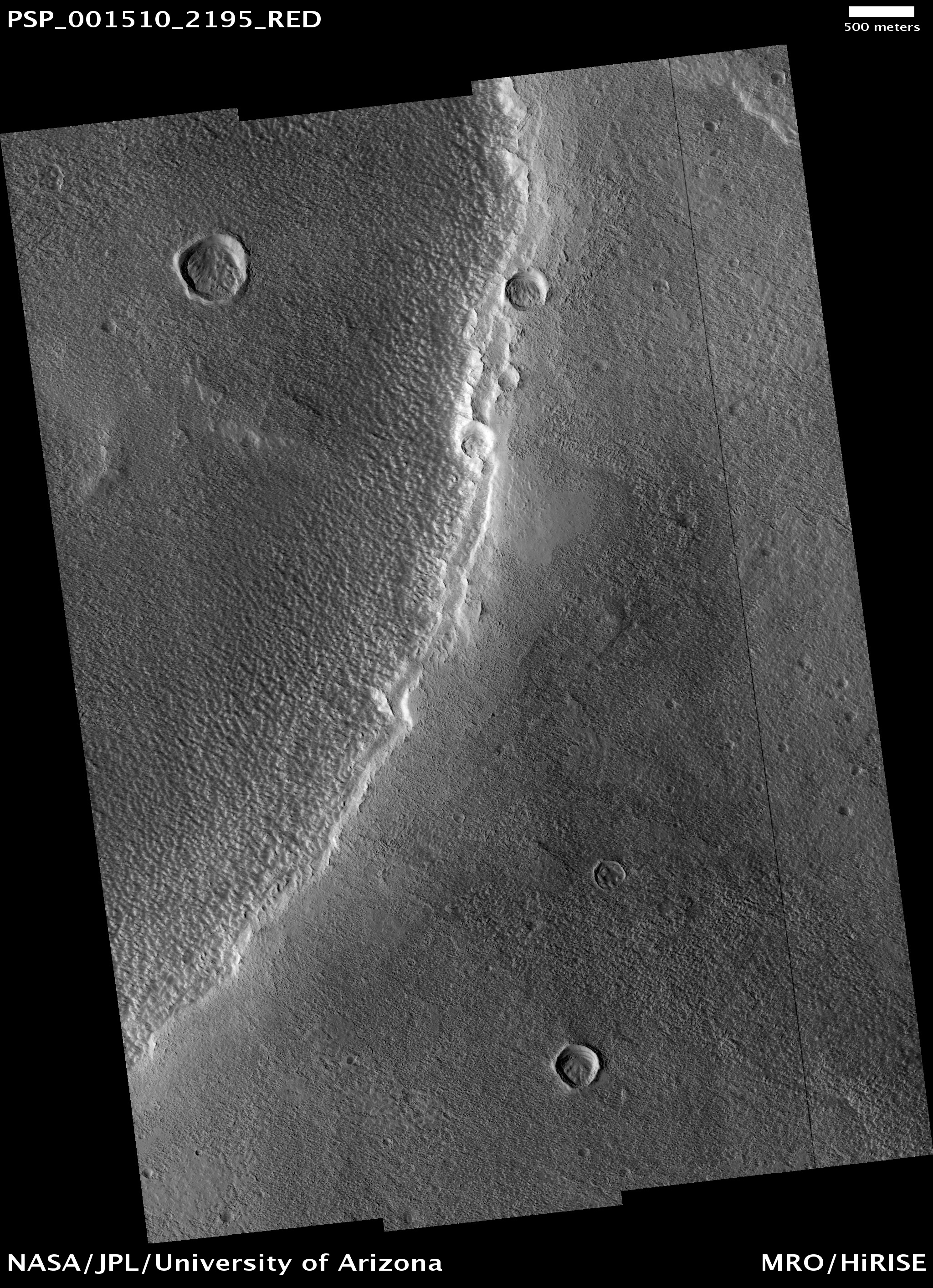
Пиловий покрив на південно-західному краю малої кальдери вулкана Alba Mons (HiRISE).

Більша частина центрального підвищення Alba Mons покрита шаром пилу товщиною в 2 м. Пиловий шар видимий на знімках високої роздільності (на зображенні вершини справа). У деяких місцях пиловий шар під дією вітру набув обтічних форм та зазнав деякої руйнації від зсувів. Однак, деякі відокремлені острівці пилу виглядають гладенькими та неторкнутими вітром.
Про важкий пиловий покрив також свідчать високе значення альбедо (відбиття) та низька теплова інерція цього регіону. Марсіанський пил візуально досить яскравий (альбедо > 0.27) і має низьку теплову інерцію через дуже малий розмір пилових зерен (< 40 мкм). (Див. Марсіанська поверхня.) Однак, теплова інерція є високою, а альбедо — нижчим на південних схилах вулкана, а також у частині його шлейфу далі на північ. Це може свідчити про частіше оголення твердих шарів, поширення піску та каміння у північних ділянках поверхні вулкана Alba порівняно з рештою його поверхні.
Висока теплова інерція може також свідчити про присутність відкритого водяного льоду. Теоретичні моделі типового для води гідрогену (англ. water-equivalent hydrogen, WEH) із епітермальних нейтронів, виявлених нейтронним спектрометром (MONS) космічного апарата Марс Одіссей, дозволяють припускати, що реголіт під поверхнею північного схилу вулкана Alba може містити до 7,6% гідрогену типу WEH від загальної маси реголіту. Така концентрація може також свідчити про присутність води у формі залишкового льоду або в гідратних мінералах. Alba Mons є одним із декількох регіонів планети, що може містити товсті шари відкладів льоду, близького до поверхні, що зберігся ще з попередньої епохи (від 1 до 10 мільйонів років тому), коли нахил осі обертання Марса був більшим та ще існували гірські льодовики в помірних та тропічних широтах. Водяний лід є нестабільним у цих місцевостях за теперішніх умов, і має тенденцію до сублімації в атмосферу. Теоретичні підрахунки свідчать про те, що залишковий лід може зберегтися на глибині нижче 1 м, якщо він покритий шаром речовини із високим значенням альбедо та низькою тепловою інерцією, такою як марсіанський пил.
Мінеральний склад порід, з яких утворена гора Alba Mons складно визначити методом відбивної спектроскопії через панування поверхневого пилу на усій території регіону. Однак глобальну інформацію щодо поверхневого мінерально-хімічного складу можна дізнатися за допомогою спектрометра гамма-випромінювання (GRS), що на космічному апараті Марс Одіссей. Цей інструмент дозволив науковцям простежити поширення гідрогену (H), кремнію (Si), заліза (Fe), хлору (Cl), торію (Th) та калію (K) неглибоко під поверхнею. Мультиваріантний аналіз даних GRS свідчить про те, що Alba Mons, так само як і решта регіону Tharsis належать до хімічно відокремленої провінції, яка характеризується порівняно низьким вмістом Si (19 wt%), Th (0.58 pppm), та K (0.29 wt%), але із значно більшим поширенням Cl (0.56 wt%) порівняно з середнім значенням на решті поверхні Марса. Низький вміст кремнію говорить про наявність основних та ультраосновних магматичних гірських порід, таких як базальт та дуніт.
Дуже малоймовірно, що Alba Mons може стати ціллю будь-якої космічної місії у близькому майбутньому. Товстий шар пилу ховає під собою скельну основу, чим робить побирання зразків породи in situ дуже складним, а тому наукова цінність цієї місцевості є дуже низькою. Пиловий шар також, найімовірніше, становитиме значну проблему для руху марсоходів. За іронією долі, регіон з вершиною вулкана розглядався як першочергове запасне місце для посадки спускового апарата Вікінг-2, оскільки ця місцевість на знімках, виконаних 1970 року космічним апаратом Mariner 9 виглядала дуже рівною та гладенькою — ледь не ідеальним місцем для посадки.

## Геологія

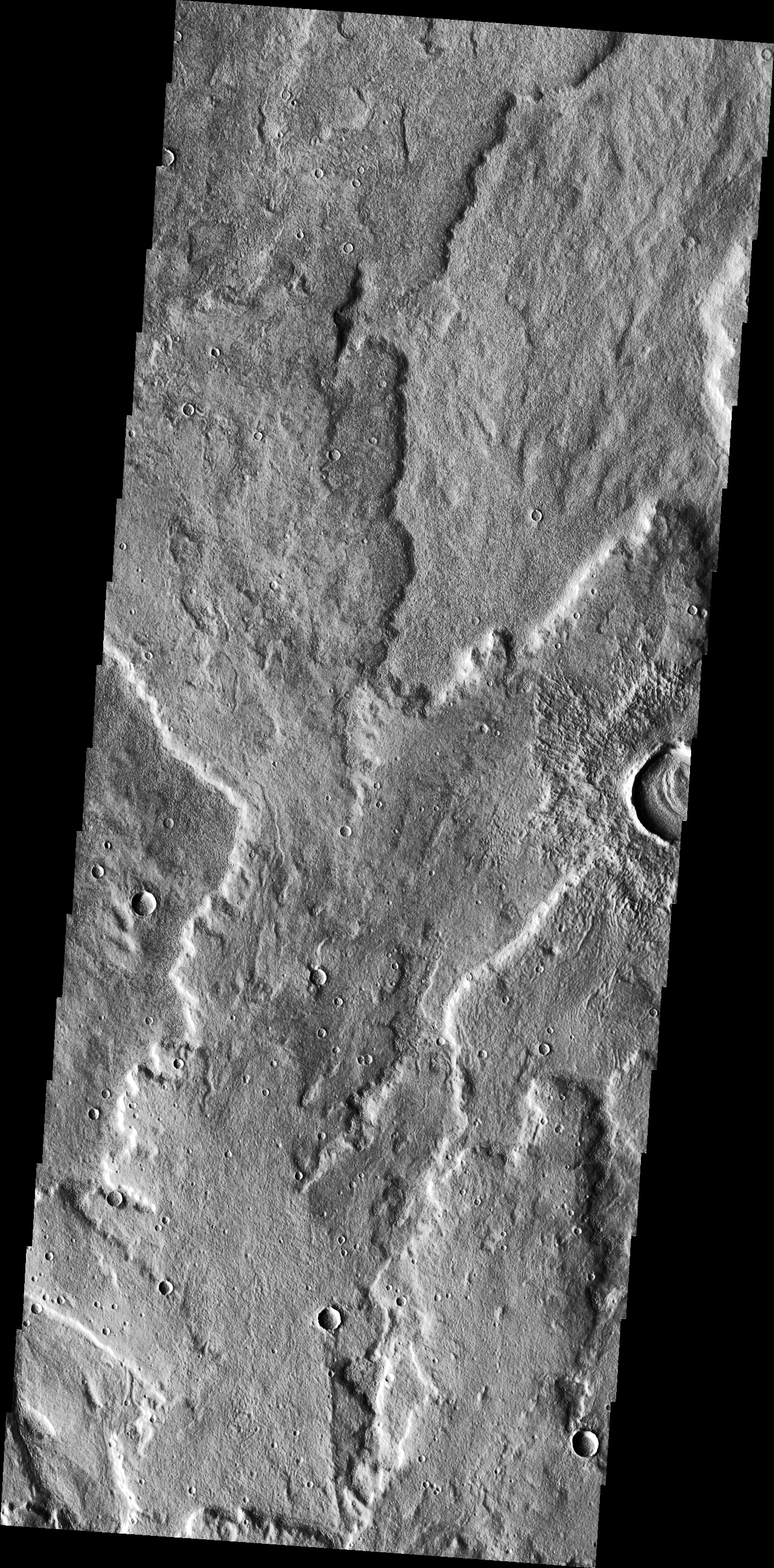
Листові потоки на північно-східному боці Alba Mons. Зверніть увагу на численні взаємні накладання цих потоків. (THEMIS VIS)

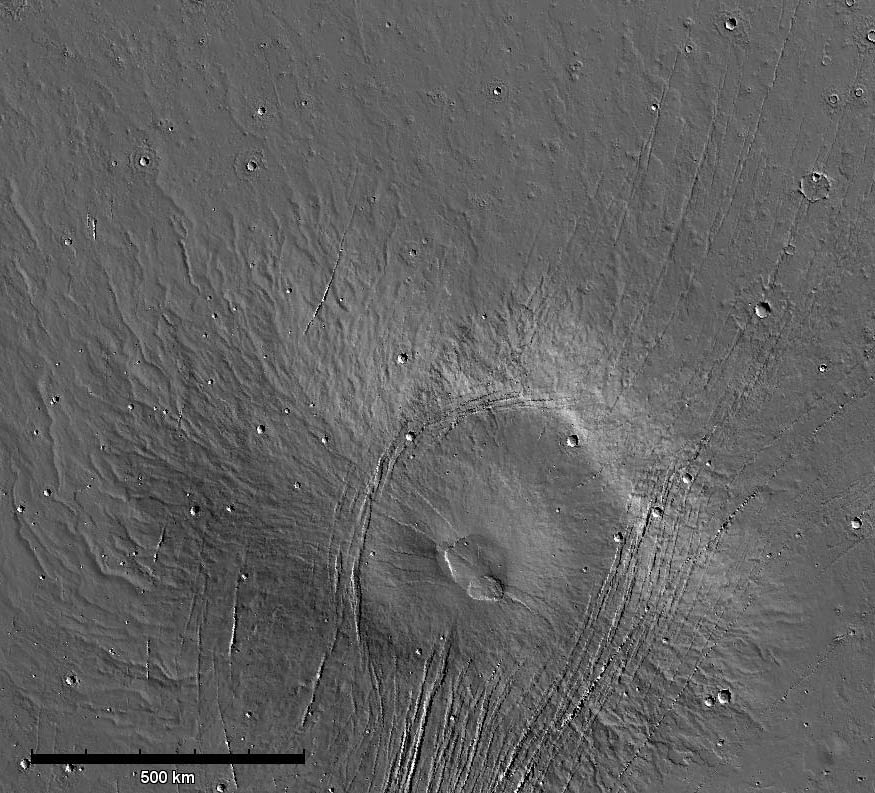
Потоки лави, що простягаються в північному та північно-західному напрямках від Alba Mons. Звивисті кряжі — це потоки лави, що наповнювалися від зовнішніх та трубчастих підземних каналів. Малопомітні, поруйновані потоки та кряжі на півночі є частиною широкого лавового шлейфу вулкана (MOLA).

Чимало геологічних вивчень регіону Alba Mons зосереджуються на морфології потоків лави у ньому, а також на геометрії розломів, що прорізують боки вулкана. Деталі поверхні вулкана, такі як яри та мережі долин, теж досить широко вивчаються. Загальною метою усіх цих наукових зусиль є розшифрування геологічної історії вулкана та вулканічно-тектонічних процесів, що брали участь у його формуванні. Така інформація може пролити світло на природу та еволюцію внутрішніх шарів Марса, а також на історію клімату на планеті.

### Потоки лави
Alba Mons дуже вирізняється неймовірною довжиною, розмаїттям та свіжим виглядом своїх лавових потоків. Багато з них відходять від вершини у формі променів, але інші, схоже, походять із отворів та тріщин із нижчих частин боків вулкана. Окремі потоки в довжину можуть сягати навіть 500 км. Лавові потоки поблизу кальдер на вершині виглядають значно коротшими та вужчими, аніж ті, що перебувають на віддаленіших частинах вулкана. Найпоширенішими типами вулканічних потоків на Alba Mons є поверхневі листоподібні (покривні) потоки, а також потоки у формі зовнішніх або підземних трубчастих каналів.
Листові потоки (також відомі як пластинчасті, англ. tabular) утворюють численні поверхневі виступи, що взаємно перекриваються та мають круті краї. Такі потоки зазвичай не мають центральних каналів. Зверху вони плоскі і за шириною сягають 5 км у верхніх частинах вулкана, але значно звужуються та розщеплюються на частини у нижчих (більш віддалених) ділянках. Більшість, як видається, походять із неповного кільця розломів, утвореного із Alba та Tantalus Fossae, однак справжні джерела листових лавових потоків — невидимі, оскільки могли бути поховані під тією лавою, яку вони вивергали. Товщина деяких таких потоків була визначена на основі даних MOLA. За товщиною потоки варіюються від 20- до 130-метрових, і зазвичай найтовщими вони є на віддалених краях.
Другим таким основним типом лавових потоків на схилах Alba Mons є потоки у формі наземних каналових та підземних трубчастих потоків, або гребінчастих потоків. Вони утворюють довгі, звивисті кряжі, що відходять променями від центрального регіону вулкана. Зазвичай їх ширина становить від 5 до 10 км. Окремі такі кряжі можуть мати переривчастий канал або лінію западин, що простягається вздовж гребеня. Трубчасті та каналові потоки особливо виразні на західному боці вулкана, де шлях окремих кряжів можна простежити на декілька сотень кілометрів. Походження цих кряжів достеменно невідоме. Вони могли утворитися внаслідок послідовного накопичення частково застиглої лави на початку каналу чи тунелю, при чому кожен наступний поштовх під тиском нової порції лави докладався до збільшення довжини кряжа.
На додачу до двох основних різновидів лавових потоків, навколо Alba Mons присутня також велика кількість недиференційованих потоків, що або зазнали надто сильних руйнувань, аби їх можна було однозначно класифікувати, або ж вони мають гібридні характеристики. Кряжі з плоскою верхівкою, нечіткими межами та нерівною поверхнею, що розцінюються як різновид лавових потоків, є досить поширеними вздовж нижніх ділянок Alba Mons, а їх різкуватий рельєф дещо вирівнюється зі збільшенням відстані від центрального підвищення. На знімках із високою роздільністю було виявлено, що чимало потоків на верхніх частинах схилів вулкана, що були початково охарактеризовані як листові потоки, мають центральні канали із дамбоподібними кряжами.
Морфологія лавових потоків може надати відомості щодо властивостей лави, коли вона перебувала в розтопленому стані, зокрема, можна отримати інформацію щодо реології та об'ємів потоку. Разом ці дані можуть надати підказки щодо мінерального складу лави, а також швидкості виверження. Наприклад, лавові тунелі на Землі формуються лише з лави базальтової композиції. Лава, багата на діоксид кремнію, така як андезитова лава, є надто в'язкою для формування тунелів. Початковий кількісний аналіз лавових потоків вулкана Alba Mons виявив, що лава мала низьку границю пружності та низьку в'язкість, а виверження відбувалося із дуже великою швидкістю. З огляду на незвично низький профіль вулкана, дехто припускав, що у його формуванні брала участь надзвичайно текуча лава, можливо, коматіїтова, яка є примітивною ультраосновною лавою, що формується при дуже високих температурах. Однак останні дослідження, об'єктами яких були каналові та трубчасті потоки, свідчать про те, що в'язкість лави перебувала в межах, типових для базальтів (від 100 до 1 мільйона Па·c−1). Щодо швидкості потоків — то підрахунки виявили, що вона теж була меншою, аніж та, яку припускали раніше, і варіювалася від 10 до 1.3 мільйона м3 на секунду. Найнижча швидкість виверження Alba Mons перебувала десь у межах найпотужніших вулканічних потоків, що відбувалися на Землі, прикладами яких є Мауна-Лоа 1984 року, Північний Квінсленд (провінція Мак-Брайд), та базальти річки Колумбія. Найвища ж швидкість потоків була на декілька порядків величини вищою за швидкість виверження будь-якого із земних вулканів.
Починаючи з пізніх 1980-х деякі дослідники висловлювали припущення, що у виверженнях Alba Mons брала участь велика кількість пірокластичних порід (а тому було багато вибухової активності), особливо протягом ранніх етапів активності вулкана. Приводом для таких припущень стала присутність численних мереж долин на північному боці вулкана, які виглядали так, наче були вирізьблені текучою водою (див. нижче). Оця ознака, в поєднанні з даними щодо теплової інерції, які свідчать про те, що на поверхні домінує дрібнозерниста речовина (пил), дозволили припустити, що раніше тут могли бути присутні речовини, що легко піддаються ерозії, такі як вулканічний попіл. Надзвичайно низький профіль вулкана також матиме просте пояснення, якщо підтвердиться, що основне, центральне підвищення, було утворене із відкладень пірокластичних потоків (ігнімбриту).
Останні дані, зібрані космічними апаратами Mars Global Surveyor та Mars Odyssey не виявили якихось однозначних доказів того, що вибухові виверження Alba Mons взагалі відбувались. Альтернативне пояснення утворення мереж долин на північному боці вулкана пов'язує його із просочуванням або таненням частинок пилу із льодом, що були відкладені тут протягом порівняно недавньої льодовикової епохи часів Амазонського періоду.
Загалом, поточний геологічний аналіз Alba Mons дозволяє припустити, що вулкан був утворений лавою із реологічними властивостями, типовими для базальтової лави. Якщо вибухова активність будь-коли і відбувалася в регіоні Alba Mons, більшість доказів (у формі масштабних відкладень попелу) зараз похована під товстим шаром молодшої базальтової лави.

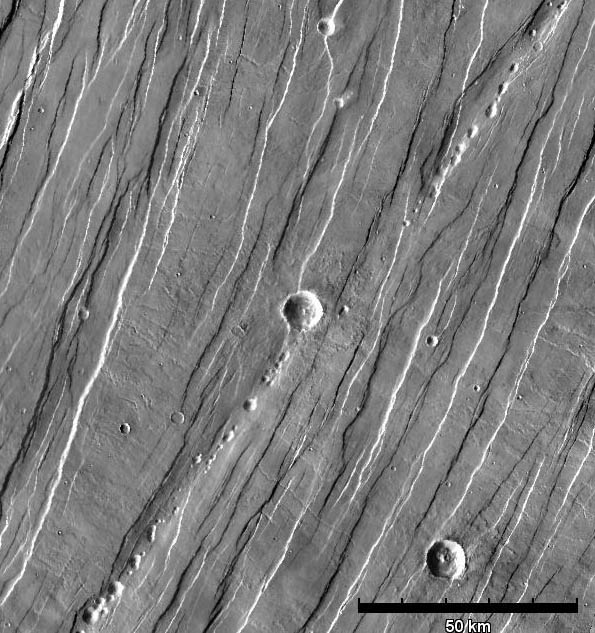
Прості грабени та горсти у Tantalus Fossae на східному боці Alba Mons. Лінія ерозійних кратерів свідчить про западання у підповерхневі порожнини, ймовірно утворені розломами під впливом розтягування поверхні. (інфрачервона денна мозаїка).

Грабени утворюються під впливом процесів розтягування (червоні стрілки), що відбуваються у корі. Грабени складаються із долин з пласким дном, що з двох сторін обмежені протилежними звичайними розломами, а два або більше грабенів можуть бути відокремлені один від одного блоками нагір'їв, які звуться горстами.

### Тектонічні деталі
Гігантська система розломів, що оточують Alba Mons, є, можливо, найбільш дивовижною деталлю вулкана. Ці розломи є тектонічними деталями, що свідчать про напруження в літосфері планети. Вони утворюються тоді, коли напруження перевищує границю пружності породи, чим спричинюється деформація поверхні. Зазвичай ця деформація проявляє себе у формі зсувів у місці розломів, які можна розгледіти на орбітальних знімках.
Тектонічні деталі Alba Mons є майже виключно такими, що утворилися під дією сил розтягування, і складаються зі звичайних розломів, грабенів, та простих тріщин, утворених внаслідок розтягу. Найпоширенішими деталями на Alba Mons (як і на Марсі загалом) є прості грабени. Грабени — це довгі, вузькі пази на поверхні, обмежені з двох боків протилежними стінками звичайних розломів, що височать над блоком запалої поверхні (див. зображення справа). Alba Mons має, можливо, найчіткішу видимість простих грабенів на усій планеті. Довжина грабенів Альби становить до 1000 км, ширина варіюється від 2 до 10 км, а глибина — від 100 до 350 м.
Натяжні тріщини (окремості) — це деталі поверхні, що утворилися внаслідок руху кори під впливом сил розтягу, при чому значних зсувів між двома відокремленими масами породи не відбулося. В теорії вони мали б виглядати як глибокі борозни із загостреними профілями, що формою нагадують літеру V, але на практиці їх буває досить важко відрізнити від грабенів, оскільки вони швидко наповнюються осипами зі стінок, внаслідок чого утворюються плоскі грабеноподібні поверхні на дні. Ланцюжки ерозійних кратерів (catenae), поширені в багатьох розломах на боках Альби, можуть бути поверхневим проявом глибинних тріщин, спричинених розтягуванням поверхні, у які й просочується поверхнева речовина, утворюючи кратери-западини.

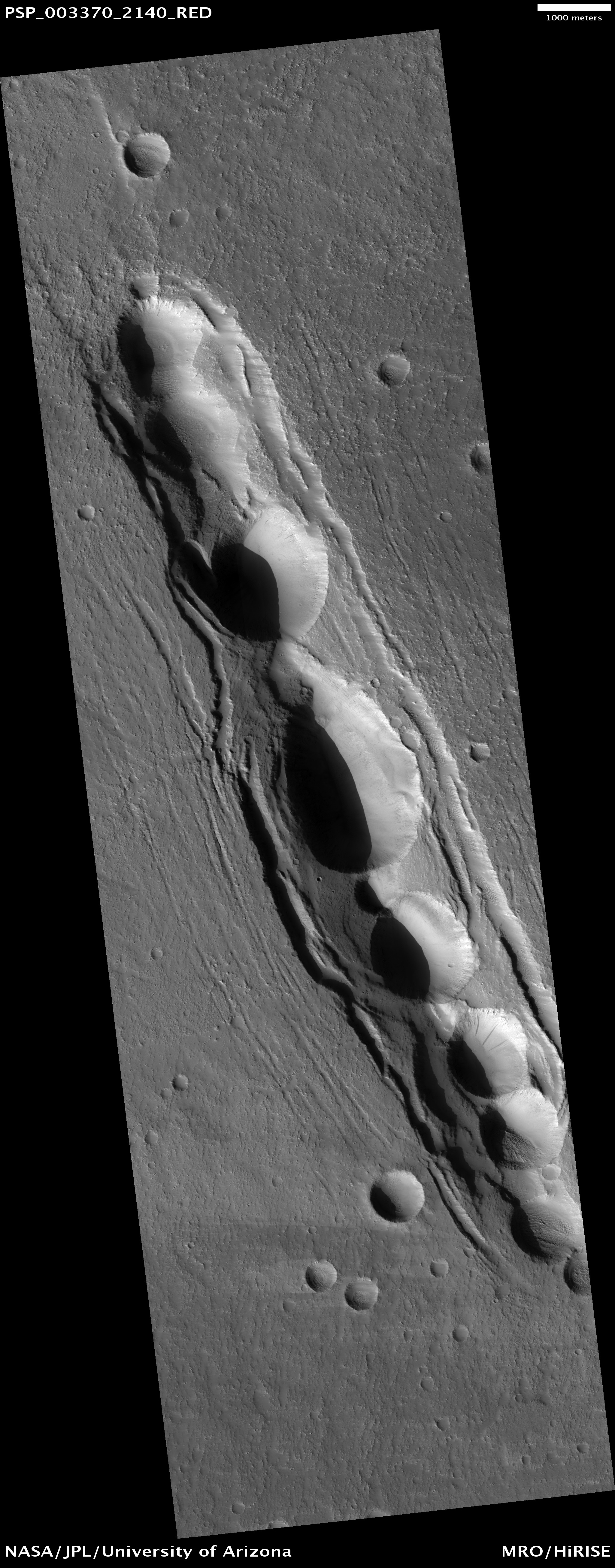
Ерозійні кратери у Cyane Fossae, знімок.

Грабени та тріщини навколо Alba Mons (тут і далі вони окреслюватимуться як «розломи», якщо не буде вказано інше) трапляються цілими групами, яким прийнято присвоювати окремі назви залежно від їхнього розташування відносно центру вулкана. Південь вулкана — це широка ділянка, із сильно посіченим тріщинами рельєфом, яка зветься Ceraunius Fossae, і складається із приблизно паралельних рядів вузьких розломів орієнтованих на північ-південь. Загалом, усі такі розломи розходяться по поверхні сторін вулкана, утворюючи неповне коло діаметром приблизно 500 км. Група розломів на західному боці Alba Mons зветься Alba Fossae, а група на східному фланзі — Tantalus Fossae. На півночі вулкана такі розломи розходяться все далі, у північно-східному напрямку, простягаючи на сотні кілометрів. Візерунок розломів, що видніються на боках вулкана Альба, порівнювали з виглядом текстури деревини навколо сучка. Загалом, уся система розломів Ceraunius-Alba-Tantalus сягає 3000 км в довжину та 900–1000 км у ширину.
Вчені припускали декілька причин появи розломів, зокрема — місцеві напруження поверхні, що створювалися опуклістю Tharsis, вулканічними дайками та самою вагою Alba Mons, що тисне на кору планети в цьому місці. Розломи Ceraunius та Tantalus Fossae перебувають приблизно на одній лінії із центром регіону Tharsis, а тому є велика ймовірність, що вони є реакцією кори на значну вагу опуклості Tharsis, що спричинює просідання всієї поверхні навкруги. Розломи, що оточують кільцем вершину вулкана Alba, можуть бути наслідком комбінації тиску великої ваги вулкана та зустрічної сили, яку створює підняття магми, або утворення із мантії внизу додаткової тектонічної плити. Деякі розломи, найімовірніше, є реакцією поверхні на гігантські, радіальні до регіону Tharsis, скупчення дайок. Знімок, виконаний камерою HiRISE космічного апарата Mars Reconnaissance Orbiter (MRO), демонструє лінію ерозійних кратерів без бічних валів у Cyane Fossae на західному схилі Альби (див. знімок справа). Ці западини утворилися, найімовірніше, внаслідок просідання поверхневих матеріалів у відкриті тріщини, створені підняттям магми у підповерхневі шари породи, що спричинило появу дайок.

### Долини та яри

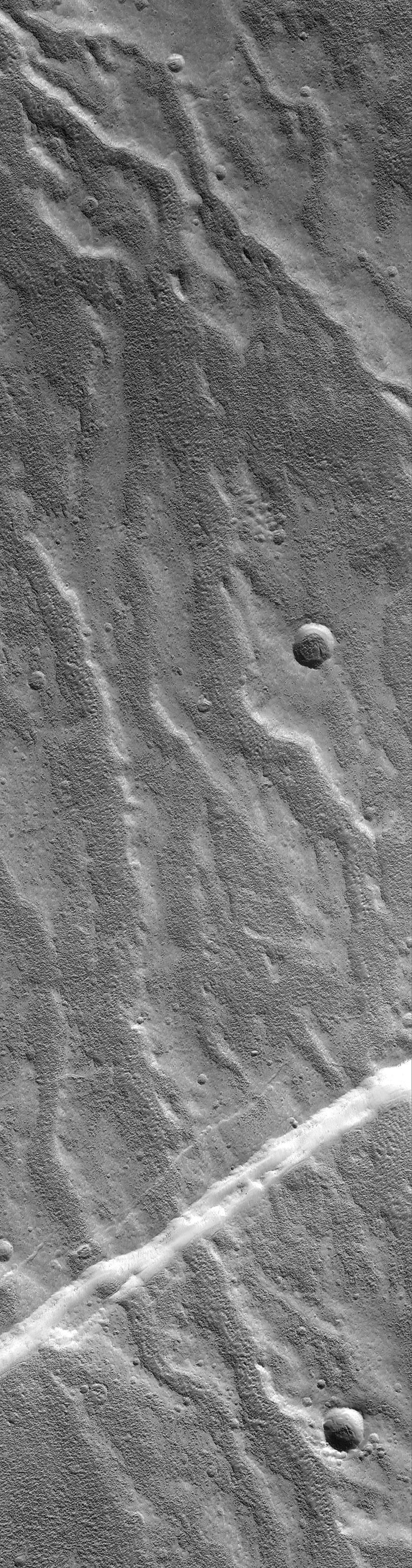
Знімок високої роздільності, на якому видно мережі долин на північно-західному схилі Alba Mons. Молодший розлом перетинає територію, проходячи впоперек долин. Ширина знімка відповідає 3 км на поверхні. (Mars Global Surveyor, MOC-NA)

Північні схили Alba Mons містять чимало розгалужених систем каналів, також відомих як «мережі долин» (англ. valley networks), що візуально дуже нагадують водостічні канали, що утворюються в результаті дощових опадів на Землі. Мережі долин на поверхні вулкана Alba Mons були ідентифіковані у 1970-х роках на знімках, виконаних космічними апаратами Mariner 9 та Viking, а їх походження довго було предметом досліджень. Мережі долин найбільш поширені на стародавніх південних високогір'ях Нойського періоду, однак також трапляються і на схилах деяких великих вулканів. Мережі долин на Alba Mons походять з Амазонського періоду, а тому є значно молодшими за більшість подібних систем, на які можна натрапити у південній високогірній півкулі планети. Цей факт становить певну проблему для дослідників, які стверджують, що мережі долин могли утворитися внаслідок водних потоків, викликаних сильними опадами протягом раннього, теплого та вологого періоду марсіанської історії. Якщо ж кліматичні умови ще мільярди років тому зазнали переходу до теперішнього стану холодного та сухого Марса (де дощові опади взагалі неможливі), яким чином пояснити значно молодші долини на Alba Mons? Чи може мережі долин на поверхні вулкана утворилися якимсь іншим чином, відмінним від тих, які можна побачити на південних височинах? А якщо так — то який був механізм їх утворення? Чому долини на поверхні Alba Mons зустрічаються майже виключно на північних схилах вулкана? Над цими запитаннями вчені й досі ламають голову.
На знімках «Вікінга» подібність мереж долин на поверхні Alba Mons до земних плювіальних (дощових) долин є досить дивовижною. Мережі долин мають чіткий, іноді паралельний, іноді сильно розгалужений візерунок із правильно приєднаними долинами-притоками та дренажною густотою, яку можна порівняти з густотою дренажних мереж на вулканах на Гаваях. Однак, стереоскопічні зображення, виконані камерою High Resolution Stereo Camera (HRSC), що на європейському орбітальному апараті Mars Express, показують, що ці долини є порівняно неглибокими (до 30 м у глибину, або й менше) і зблизька більше нагадують ложа струмків, або яри, утворені внаслідок переривчастої, періодичної стічної ерозії, аніж долини, утворені внаслідок безперервної ерозії. Видається ймовірним, що долини на поверхні Alba Mons сформувалися в результаті перехідних ерозійних процесів, що можуть бути пов'язаними із таненням відкладень снігу чи льоду під час вулканічної активності, або з короткочасними періодами глобальної зміни клімату. (Див. «Характеристики поверхні» вгорі.) Досі невідомо, чи речовина, що зазнала ерозії, була багатим на лід пилом, чи це був крихкий шар вулканічного попелу.

### Геологічна історія

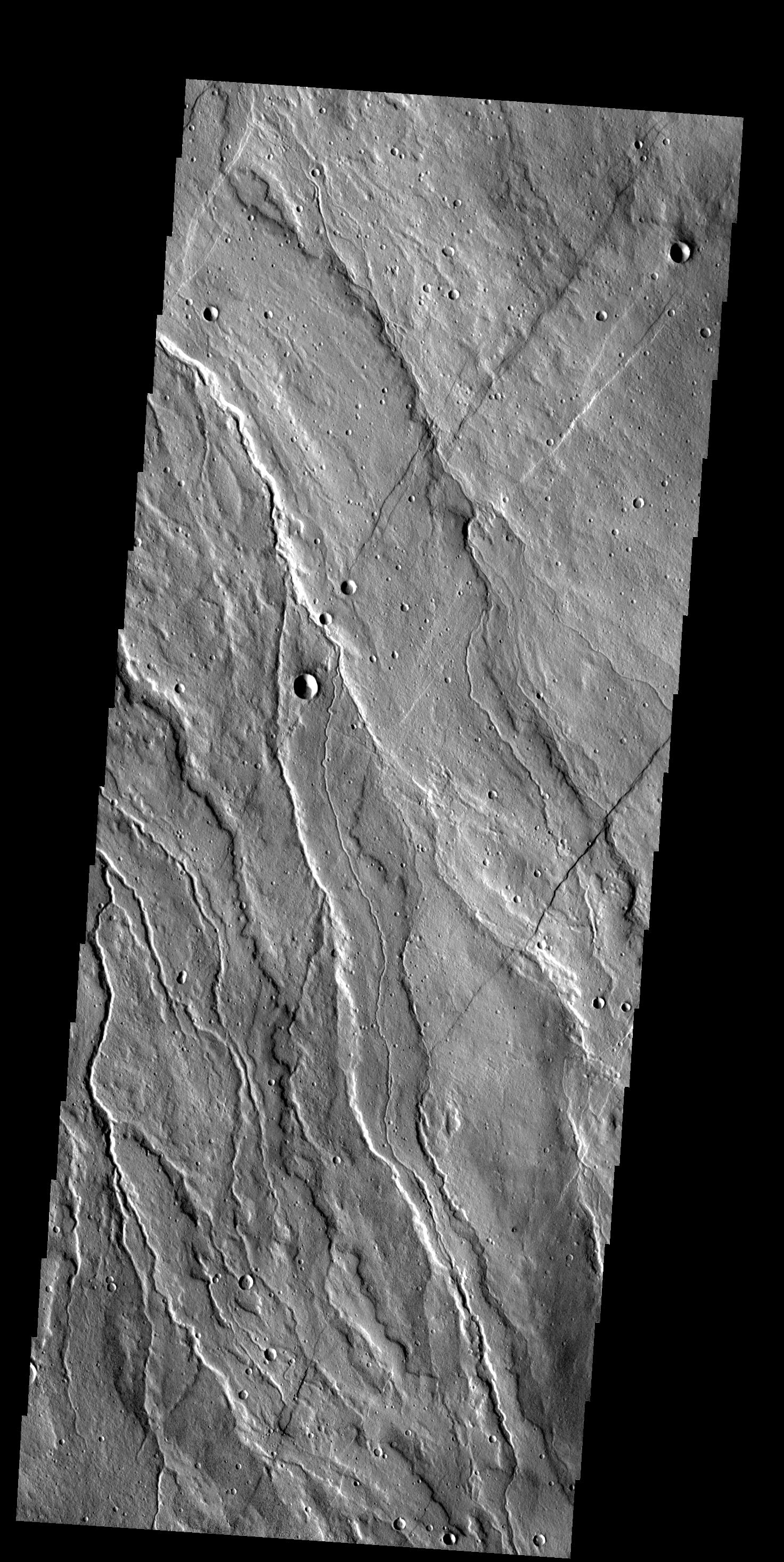
Лавові потоки із центральними каналами на північно-західному схилі Alba Mons. Зауважте, що лавові потоки перетинаються впоперек розломами та грабенами, що свідчить про те, що ці розломи є молодшими за застиглі потоки (THEMIS VIS).

Добре збережені потоки лави та розломи на Alba Mons становлять чудовий фотогеологічний запис еволюційної історії вулкана. Використовуючи підрахунок кратерів та основоположні принципи стратиграфії, такі як закон нашарувань та взаємозв'язки геологічних формувань, що перетинають інші такі формування (вважається, що ті формації, які перетинають інших, є молодшими за тих, крізь які вони, власне, проходять), геологи спромоглися відтворити значну частину геологічної та тектонічної історії вулкана. Більшість будівельної вулканічної активності Alba Mons, вважається, відбулася протягом порівняно короткого періоду часу (близько 400 мільйонів років) марсіанської історії, переважно з кінця Гесперійської до самого початку Амазонської епохи. Утворення розломів та грабенів у цьому регіоні відбулося на двох ранніх етапах: один передував, а інший відбувався одночасно з формуванням вулкана. Два пізні етапи формування грабенів трапилися вже після того, як вулканічна активність загалом припинилася.
Базуючись на знімках, виконаних орбітальним апаратом Viking, вулканічні матеріали, пов'язані з формуванням та еволюцією вулкана, були віднесені до окремої групи формації Alba Patera, яка додатково ділиться на нижній, середній та верхній підрозділи. Нижні підрозділи формації у стратиграфічній послідовності є старшими за ті, що розташовані вище, відповідно до закону нашарувань, описаного Ніколасом Стено.
Найстаріша одиниця (найнижчий підрозділ) відповідає широкому лавовому шлейфу, що оточує центральне підвищення Alba Mons. Ця одиниця характеризується наборами низьких кряжів із плоскими верхівками, що утворюють радіальний візерунок, який простягається на сотні кілометрів на захід, північ та північний схід від центральної вершини. Ці кряжі розглядаються як лавові потоки, хоча границі цих потоків зараз сильно поруйновані, а тому їх важко чітко відокремлювати. Широкі лавові потоки та кряжі з плоскими верхівками є характерними рисами трапових провінцій на Землі (напр., базальти річки Колумбія), які формувалися під дією дуже швидких вивержень. Таким чином, найбільш ранній етап вулканічної активності Alba Mons, найімовірніше, включав масивні, нестримні виверження лави із низькою в'язкістю, з якої й утворився широкий, рівнинний лавовий шлейф вулкана. Лавові потоки із стратиграфічного підрозділу, до якого належить шлейф, походять із раннього Гесперійського — пізнього Гесперійського періоду, тож виверження відбулося приблизно від 3700 до 3500 мільйонів років тому.
До середнього підрозділу, вік якого сягає раннього Амазонського періоду, належать схили центрального підвищення вулкана Alba, які зберігають історію більш експансивної активності, до якої належить утворення каналових та трубчастих лавових потоків. Вулканічне поширення лави відбулося у північному напрямку, внаслідок чого утворилися два бокові виступи. Формування розломів та грабенів в Alba та Tantalus Fossae трапилось протягом, або безпосередньо після застигання лавових потоків. Будь-яка рання вибухова активність вулкана могла відбуватись в період кульмінації цієї серединної фази активності, яка завершилася 3400 мільйонів років тому.
Наймолодша стратиграфічна одиниця, теж з раннього Амазонського періоду, покриває плато на вершині, купол, та комплекс кальдер. Цей період активності харектеризується порівняно короткими (за довжиною) листовими потоками та розбудовою купола на вершині, а також великої кальдери. Ця стадія завершилася деяким зміщенням купола на вершині у східному напрямку, що могло започаткувати додаткові процеси формування грабенів у Alba Fossae. Останніми геологічними деталями, що утворилися — були малий щит та мала кальдера на вершині. Значно пізніше, десь між, приблизно, 1000 та 500 мільйонами років тому, відбулася остання стадія утворення розломів, які можуть бути пов'язані з розташуванням дайків та формуванням ланцюжків ерозійних кратерів.

## Класифікація
Класифікація вулкана Alba Mons є непевною. Деякі дослідники описують його як щитовий вулкан, інші — як низькогірну патеру, (як протилежність високогірним патерам, які, по суті, є низькими древніми вулканами із борозенчастими відкладеннями попелу, розташовані у південних високогір'ях Марса), а дехто й взагалі вважає його єдиною вулканічною структурою такого типу — унікальною для Марса. Деякі вчені порівнювали Alba Mons із утвореннями на планеті Венера під назвою «coronae» («корони»). Alba Mons має деякі схожі характеристики з вулканічною структурою Syrtis Major. (Див. Вулканізм на Марсі.) Обидва вулкани походять з Гесперійського періоду, охоплюють значні території, мають дуже низький рельєф, і величезні, проте неглибокі кальдери. Також, так само як і Alba, Syrtis Major має трубчасті та каналові потоки лави. Оскільки вулкан Alba Mons розташований у точці, протилежній до ударного басейну Hellas, деякі дослідники висловили здогадки, що утворення вулкана може бути пов'язане з ослабленням кори планети внаслідок руйнівного падіння космічного тіла в районі Hellas, яке спричинило потужні сейсмічні хвилі, точка удару яких припала на протилежний бік планети — приблизно в регіон Tharsis та поблизу нього.